# 美凰
美凰（めいふぁん、Mei-Fang）は、悠紀エンタープライズ開発の2D対戦型格闘ゲーム『アルカナハート』シリーズに登場する架空のキャラクター。
担当声優は滝田樹里。

## キャラクター設定

### 『1』『FULL!』
中国で製造された多目的用ヒューマノイド、美凰。自分を製造した華明芳（ファ・ミンファン）博士が突如行方不明となってしまい、その捜索のために研究所から抜け出し来日した。
きらの協力で都立御苑女学園に潜入し、博士の捜索のために行動を開始する。
戦闘ステージは横浜・中華街。アルカナフォース時は、早朝だったのが夜の様に暗くなり、開いた商店街にパンダ風の半透明の聖霊達が多数現れる。

### 『2』『すっごい!』
関東各地に出現した次元の歪みは、前作でミルドレッドに華明芳博士が協力したことで引き起こされた二次災害である。博士は美凰を連れ、責任を持って事態の収拾にあたる。

### 『3』
ペトラが日本に設立した聖霊庁ローゼンベルク支部に華明芳博士が聖霊技術顧問として招致されたので、美凰も博士についていく。日本各地の次元の歪みとドレクスラー機関の調査を任される。

## 人物
見た目は、大きな2つのシニヨンを付けた黒髪の美女。中華風の装飾を施した下半身がTバックハイレグ状態の服装を着用し、手足には機械的なガードルを付けている（取り外し可能）。博士が個人的な理想を追求した結果、全キャラ中最もグラマラスな体系になっている。
性格は、ヒューマノイドのため常に沈着冷静で生真面目。淡々した喋り口調をしており、感情の起伏が少なく笑顔が少ないのが博士にとっての不満のようだ。ただし、博士のことを盲目的に敬愛しており、そのために行動を起こすなど行動的な一面もある。

### 華明芳
華 明芳（ファ・ミンファン、Hua Ming-Fang）は美凰の開発者であり、大道寺きらのライバル兼盟友の中国人女性。後頭部の大きなシニヨンで髪を纏めてあり、淡い緑のチャイナ服の上に白衣を纏っている。自分の体型にコンプレックスがあるのか（具体的に言うなら胸）、美凰の外見に思い切りそれが反映されている。
リーゼロッテに連れられて日本を訪れ、美凰の動力機関の一新の交換条件でミルドレッドの要請に応じ、次元の歪みを臨界まで引き上げる協力をしていた。
多少の茶目っ気があり、音速飛行や高い対水圧能力など素案を餌に政府の予算を通した割りに、当初の目的であった料理能力さえクリアできれば満足だった様子。ミルドレッドへの協力も、希少な素材を提供してくれるという話に深く考えずに飛びついたようだが、歪みで暴走し世界崩壊しないように細工をしていたことをエンディングで語っている所をみると、なかなか抜け目のないい人物と言える。ちなみに、研究費用を出してくれているのは軍部であるが、彼女自身は自分の技術が軍事転用されるのを断固として嫌っているようである。
『2』以降の作品ではセグウェイに乗りながら美凰と共に行動している。
年齢がはっきり判明している登場人物の中では、最年長である（ミルドレッドより1つ上）。
声の担当は、滝田樹里（美凰と同じ）。

## キャラクターの特徴
中国で製造されたと言う設定どおり、中華拳法を基本として戦う。脚部と肩部からジェット噴射を出す事が可能で、ダッシュやホーミング時にはそれを噴射して移動する。
レバー前入れBの通常攻撃は空中ガードが不可能なため、そのガード崩しからの連携能力と高い攻撃力が売り。基本性能も比較的高く近接戦闘力の高さは、全キャラクター中トップクラスの能力を持つため使いやすい。逆に、徒手で戦うキャラクターの宿命からか、リーチの短さ故に中距離以上の遠距離戦は不得手で、近づけない戦い方をされると不利な戦いを強いられる。コンボが若干難しくはあるが、近接戦闘力を生かせば扱いやすく、初心者向きなキャラクターと言える。

## 技の解説

### 必殺技
白虎崩虔（びゃっこほうけん）
ブーストを使用して、前方に正拳突きをしながら突進する。
青龍亢山（せいりゅうこうざん）
ジェット噴射で飛び上がりながらショルダータックルを見舞う。強の「青龍亢山」はかなりの高度まで飛んでいく。
玄武踏陣（げんぶとうじん）
肘打ち→ハイキック→掌底の連携。いわゆる「三段技」。
朱雀宝輪（すざくほうりん）
空中で回転しながら炎を纏った裏拳を叩き込む。コンボの締めなどに使用する。
地克転身（ちかつてんしん）
バック転を行う回避技。地面に手を付いた時は地上必殺技で、地面から離れているときは空中必殺技でそれぞれキャンセルできる。

### 超必殺技
四聖王道（しせいおうどう）
「白虎崩虔」→「玄武踏陣」→鉄山靠→しゃがみB→浮かせ技→「青龍亢山」→「朱雀宝輪」の連携を繰り出す。
ただしガードされると浮かせ技の部分で止まってしまう。
「朱雀宝輪」の部分はホーミングキャンセルが可能。
天部仙掌（てんぶせんしょう）
空中からジェットで急降下を行う。コンボの追い討ちか、その降下スピードを利用して浮かせた相手より先に着地して態勢を整えるなどの使い道が主流。
無敵時間を利用して対空技を潰すこともできるが、その無敵時間が攻撃発生までに切れるため、かなり難しい。
廻天炎舞（かいてんえんぶ）
『2』より登場。「朱雀宝輪」の強化版で、「朱雀宝輪」を連続で出す中段技。発生する炎の円はしばらく停滞するため、ヒット数が上がる。ヒットすると相手を地面に叩きつけるが、途中でホーミングキャンセルすれば、炎の円のあるうちから追撃できるので便利。

### クリティカルハート
麒麟靠撃（きりんこうげき）
もとは超必殺技だったが、『2』でクリティカルハートに格上げ。ロボットを召喚し、それに乗り鉄山靠を見舞う。攻撃中は全身無敵の上相殺も発生せず、また実際の発生も早いため、切り返しなどに重宝する。ただし、ガードされたときの隙の大きさは絶大で、反撃が確定する。この技の時点ではゲージ消費は一本のみである。
大炮殲光（たいほうせんこう）
「麒麟靠撃」がヒットしたときのみ出せる派生技。ロボットの背中からビームを発射する。かなりの威力を誇り、相殺できない。一ゲージ追加消費する。この技に派生した場合、「鳳凰崩戟」は発動できない。
鳳凰崩戟（ほうおうほうげき）
『2』から登場。「麒麟靠撃」がヒットしたときのみ出せる派生技。ロボットで突きを繰り出す。威力は「大炮殲光」よりも高く、相殺できないが、当たり所、発動位置、キャラクターによっては外れることもある。一ゲージ追加消費する。この技に派生した場合、「大炮殲光」は発動できない。
鳳凰崩戟 噴破（ほうおうほうげき ふんは）
「鳳凰崩戟」がヒットしたときのみ、さらに出せる派生技。「鳳凰崩戟」で突き出した拳から、爆風を噴射する。やはり威力が高く相殺できないが、当たり所、発動位置、キャラクターによっては外れることもある。一ゲージ追加消費し、計3本ゲージを消費する。

## 契約アルカナ
“仙獣狼公” 火のアルカナ ランゴン (Lang-Gong)
炎に包まれた一角の狼のような姿の聖霊。桃源郷で気高く生きた狼が、長い年月を経て人語を解すようになり、仙術を得て聖霊化した存在。ランゴンは、長らく俗世から放れた空間にいたため、絶えず変化を求める傾向が強く、人ではない新たな存在である美凰に興味を示した。そして、その可能性に賭け、行く末を見守るために無償で力を貸す契約を美凰と結んでいる。

### 属性効果
操火将（そうかしょう）
ふっ飛ばし攻撃を最大まで溜めるとガード不能になる。

### アルカナ必殺技
火仙弋（かせんよく）
火の玉を放つ。この火の玉は地上で撃つと上斜め約45°、空中で撃つと下斜め約45°に直進する。
当たると比較的長時間、空中復帰ができなくなるので牽制だけでなく空中コンボにも多用できる。
火攻焔（かこうえん）
炎を噴出する近・中距離用の飛び道具。Dボタン（『2』以降ではEボタン）を押しっぱなしにすることで威力を2段階上げることができる。

### アルカナ超必殺技
轟天焦（ごうてんしょう）
キャラクターの周りに爆発を起こす。無敵時間がある上に相殺されないため切り返しによく使われる。
火孔覇（かこうは）
高威力の炎を噴出する、火攻焔の強化版ともいえる技。
その派手さから一見、コンボの締めに思われるが、炎が消える前にキャラクターの硬直が解けるため、繋ぎにも使うことが出来る。

### アルカナブラスト
操火統帥（そうかとうすい）
『2』から登場。ダッシュやジャンプ時に火炎を纏う。この炎には攻撃効果があり、防御手段として使える。

### アルカナフォース
跳潤閻羅（ちょうかんえんら）
ホーミングダッシュに攻撃判定がつく。その威力は微々たる物（弱攻撃1発程度）だが、発生の早い攻撃で追撃が可能なため、ホーミングを利用したコンボに重宝する。

### アルカナブレイズ
插翅大聖（そうしたいせい）
ランゴンがプレイヤーの後方から画面端まで駆け抜ける。
発生が早くランゴンが出さえすれば画面端に到達するまで消えることがないが、ガードは崩せないため、主に「削り」と「溜め攻撃その他によるガード崩し」が狙い目となる。

## その他
- 必殺技名は、博士が設定したもの。中国的な文化や歴史などの思想を込めて名づけられたようだ。
- 美凰のレオタード風の衣装は、エーテル繊維と呼ばれる高価な繊維でできている。美凰は、博士が機能美を追求した結果、このデザインにいたったと推測している。
- 美凰の動力炉は「聖霊内燃焼機関」と呼ばれるもので、博士曰く2度と作れない奇跡の発明らしい。これのお陰で、半永久的に稼動することができるので食事を摂る必要がない。ただし、機能として食事をすることは可能。
- アーケード版『1』および『FULL!』のエンディングではメンテナンスの際に全裸になっているが、PlayStation 2版『1』のエンディングでは白いレオタードを着用している。
- 『月刊コンプエース』で連載されていた漫画版『アルカナハート』では美凰の「白虎崩虔」は右手で放たれているが、ゲーム版では左手である。